# وحيد قيلر
وحيد قيلَر (بالتركية: Vahit Kiler)‏, (ولد: 23 ديسمبر 1966, تركيا) سياسي تركي. ونائب سابق في البرلمان التركي لأكثر من دورة ممثلا عن حزب العدالة والتنمية.